# روبرت بيريز (رسام)
روبرت بيريز (بالإسبانية: Robert Pérez Palou)‏ (و. 1948  م) هو رسام، وراسم إسباني.